# Hága László
Hága László (Budapest, 1920. december 3. – Budapest, 1968. október 18.) magyar vegyészmérnök, a kémiai tudományok kandidátusa (1966). Kandidátus, címzetes egyetemi tanár, a Dunai Kőolajipari Vállalat főtechnológusa, a Munka Érdemrend ezüst fokozata, a Szocialista Munkáért Érdemérem kétszeres kitüntetettje.

## Életpályája
1938-ban érettségizett a budapesti Werbőczy István Gimnáziumban. 1941–1942 között a József Nádor Műszaki és Gazdaságtudományi Egyetem Vegyészmérnöki Kar Szerves Kémiai Tanszék tanársegéde volt. 1942-ben diplomázott a budapesti József Nádor Műszaki és Gazdaságtudományi Egyetemen. 1942–1945 között a budapesti Haditechnikai Intézet polgári alkalmazottja, kenőanyag előadója volt. 1945–1952 között a szőnyi Kőolajipari Vállalat műszaki vezetője, 1952–1953 között beruházási osztályvezetője, 1953–1954 között a vállalat tudományos kutatólaboratóriumának helyettes vezetője, majd vezetője, 1954–1955 között főtechnológusa, 1955–1957 között főmérnöke, 1957–1960 között igazgatója volt. 1960–1968 között a százhalombattai Dunai Kőolajipari Vállalat főtechnológusa volt. 1962–1965 között az MTA–TMB önálló aspiránsa volt. 1965-ben a Budapesti Műszaki és Gazdaságtudományi Egyetemen petrolkémiai szakmérnöki oklevelet szerzett. 1965-ben doktorált. 1966-tól a Veszprémi Vegyipari Egyetem címzetes egyetemi tanára volt.

### Munkássága
Közreműködött a százhalombattai gyár tervezésének, üzembe helyezésének, a termelés megindításának minden munkafolyamatában. Kutatómunkájában a nagylengyeli kőolaj termikus krakkolásával, a katalitikus benzinreformálással, a kenőolajok hidrogénező finomításával foglalkozott. Olajipari desztillációs, sómentesítési, tüzeléstechnikai, tárolási és korróziós kérdésekkel, kenőolajok összehasonlító vizsgálatával foglalkozott. A magyarországi olajiparban létesített üzemek technológiai felülvizsgálatának vezetője.

### Halála
Százhalombattán, egy üzemi balesetnél, munkatársai mentése közben súlyos égési sérüléseket szenvedett. A baleset után már csak néhány napot élt, az akkor szerzett sérülései következtében Budapesten vesztette életét.

## Emlékezete
Tiszteletére Százhalombattán emlékoszlopot emeltek, amely a róla elnevezett utcában található. Ebben a Hága László utcában emléktáblát is állították emlékére. A zalaegerszegi Olajipari Múzeum szoborparkjában bronz mellszobra (Béres János alkotása, 1988) áll, továbbá itt, a múzeumban őrzik szakmai munkássága dokumentumait. Festett portréja a Magyar Vegyészeti Múzeum történelmi arcképcsarnokában látható.
Sírja a Farkasréti temetőben található.

## Családja
Szülei: Hága Ferenc MÁV-segédtiszt, MÁV-főellenőr és Valentinyi Júlia voltak. Felesége, Nagy Magdolna volt. Három lánya született: Magdolna, Ágnes és Judit.

## Művei
- A nagylengyeli ásványolaj krakkolási problémái (Budapesti Műszaki Egyetem Mérnöki Továbbképző Intézete előadássorozatai. Budapest, 1954)
- Fűtőolajok (Épületgépészet, 1961)
- Ásványolaj-technológiai számítások (Összeállította, Bárdos Györggyel, Péchy Lászlóval, Veszprém, 1963)
- A kőolajfeldolgozó üzemek energiagazdálkodása (Energia és Atomtechnika, 1964)
- Kenőolajok és paraffinok hidrogénező finomításának összehasonlítása a hagyományos finomító eljárásokkal (Kandidátusi értekezés, Százhalombatta, 1965)
- A Dunai Kőolajipari Vállalat (Simon Pállal, Magyar Kémikusok Lapja, 1968 és Bányászati és Kohászati Lapok; Kőolaj és Földgáz, 1968)

## Díjai
- Munka Érdemrend (ezüst)
- Szocialista Munkáért (1954)
- Pfeifer Ignác-emlékérem (elsőként, posztumusz, 1969)